# Lista över ledamöter av Sveriges ståndsriksdag 1686
Ledamöter av Sveriges ståndsriksdag 1686.

## Borgarståndet
| Riksdagsledamot          | Yrke                | Valkrets             | Anmärkningar                                                            |
| ------------------------ | ------------------- | -------------------- | ----------------------------------------------------------------------- |
| Daniel Caméen            | Borgmästare         | Stockholms stad      |                                                                         |
| Mårten Bunge             | Rådman              | Stockholms stad      |                                                                         |
| Christoffer Brunell      | Rådman              | Stockholms stad      |                                                                         |
| Gustaf Holmström         | Stadssekreterare    | Stockholms stad      |                                                                         |
| Jacob Berg               | Borgmästare         | Uppsala stad         |                                                                         |
| Peter Danckwardt         | Borgmästare         | Norrköpings stad     |                                                                         |
| Jacob Ekebom             | Handelsman          | Norrköpings stad     |                                                                         |
| Håkan Ekeman             | Rådman              | Göteborgs stad       |                                                                         |
| Jacob Uthfall            | Handelsman          | Göteborgs stad       |                                                                         |
| Bengt Lang               | Borgmästare         | Helsingborgs stad    |                                                                         |
| Lars Persson Törneschiär | Borgmästare         | Malmö stad           |                                                                         |
| Mats Persson Robeck      | Borgmästare         | Kalmar stad          |                                                                         |
| Joh. Milthopaeus         | Borgmästare         | Åbo stad             |                                                                         |
| Mathias Linck            | Borgare             | Åbo stad             |                                                                         |
| Peter Babbe              | rådman              | Viborgs stad         |                                                                         |
| Hendrich Dassou          | borgare             | Viborgs stad         |                                                                         |
| Jochim Palm              | rådman              | Karlskrona stad      |                                                                         |
| Jöns Berg                | handelsman          | Karlskrona stad      |                                                                         |
| Jonas Hyltén             | justitieborgmästare | Nyköpings stad       |                                                                         |
| Knut Månsson             | borgmästare         | Västerviks stad      |                                                                         |
| Carl Falck               | borgmästare         | Gävle stad           |                                                                         |
| Johan Colvin             | borgmästare         | Visby stad           |                                                                         |
| Jacob Colvin             | borgmästare         | Falu stad            |                                                                         |
| Steffan Nordin           | rådman              | Falu stad            |                                                                         |
| Gustavus Prosperius      | borgmästare         | Halmstads stad       |                                                                         |
| Henrik Pettersson Hummel | borgare             | Halmstads stad       |                                                                         |
| Lars Svahn               | borgmästare         | Kristianstads stad   | Representerade även Skanörs stad, Simrishamns stad och Ängelholms stad. |
| Petter Schay             | borgare             | Karlshamns stad      |                                                                         |
| Sven Bellin              | rådman              | Ystads stad          |                                                                         |
| Andreas Radou            | borgmästare         | Marstrands stad      |                                                                         |
| Börje Olufsson           | handelsman          | Varbergs stad        |                                                                         |
| Johan Cratz              | rådman              | Helsingfors stad     |                                                                         |
| Arvid Jernstedt          | rådman och syndicus | Västerås stad        |                                                                         |
| Hans Barckhusen          | borgmästare         | Arboga stad          |                                                                         |
| Johan Ahlman             | Syndikus            | Arboga stad          |                                                                         |
| Niclas Hult              | Jusitieborgmästare  | Örebro stad          |                                                                         |
| Anders Ekeboom           | Borgmästare         | Jönköpings stad      |                                                                         |
| Johan Nordman            | Borgmästare         | Linköpings stad      |                                                                         |
| Carl Hising              | Borgmästare         | Köpings stad         |                                                                         |
| Oluf Andersson           | Rådman              | Strängnäs stad       | representerade även Mariefreds stad                                     |
| Bryngel Persson          | Borgmästare         | Skara stad           |                                                                         |
| Hasselbeck Wedege        | borgmästare         | Växjö stad           |                                                                         |
| Per Tollsten             | Borgmästare         | Lunds stad           |                                                                         |
| Knut Larsson             | Rådman              | Söderköpings stad    |                                                                         |
| Lars Eriksson            | Rådman              | Hudiksvalls stad     |                                                                         |
| Anders Urlander          | Borgmästare         | Mariestads stad      |                                                                         |
| Erik Lind                | Rådman              | Karlstads stad       |                                                                         |
| Nils Blanck              | Rådman              | Härnösands stad      |                                                                         |
| Jöran Zadler             | Borgmästare         | Uleåborgs stad       |                                                                         |
| Hans Andersson Werme     | Rådman              | Torshälla stad       |                                                                         |
| Adam Ahlefelt            | Rådman              | Eskilstuna stad      |                                                                         |
| Nils Jacobsson           | Borgmästare         | Borås stad           |                                                                         |
| Per Olufsson             | Rådman              | Borås stad           |                                                                         |
| Ander Hielman            | justitieborgmästare | Vänersborgs stad     |                                                                         |
| Christiern Christiernson | Rådman              | Enköpings stad       |                                                                         |
| Johan Matsson Beck       | Rådman              | Sala stad            |                                                                         |
| Erich Zachrieson         | Borgare             | Sigtuna stad         |                                                                         |
| Christopher Wadman       | Borgmästare         | Vadstena stad        |                                                                         |
| Jonas Wahlberg           | Borgmästare         | Skänninge stad       |                                                                         |
| Sven Brunel              | Rådman              | Vasa stad            |                                                                         |
| Isac Schlyter            | borgare             | Lidköpings stad      |                                                                         |
| Måns Brask               | rådman              | Öregrunds stad       |                                                                         |
| Erich Persson Edman      | Borgmästare         | Södertälje stad      |                                                                         |
| Hans Lindeberg           | Rådman              | Södertälje stad      |                                                                         |
| Nils Olufsson Balk       | rådman              | Norrtälje stad       | representerade även Östhammars stad.                                    |
| Andreas Barckius         | borgmästare         | Hedemora stad        |                                                                         |
| Johan Böijer             | rådman              | Lindesbergs stad     |                                                                         |
| Johan Frumerij           | borgmästare         | Nora stad            |                                                                         |
| Johan Petre              | rådman              | Nora stad            |                                                                         |
| Erik Larsson Björn       | rådman              | Eksjö stad           |                                                                         |
| Anders Larsson           | borgmästare         | Uddevalla stad       |                                                                         |
| Anders Persson Starck    | rådman              | Askersunds stad      |                                                                         |
| Anders Larsson           | borgmästare         | Ulricehamns stad     |                                                                         |
| Nils Svensson            | notarie             | Bogesunds stad       |                                                                         |
| Essbjörn Wilckman        | rådman              | Skövde stad          |                                                                         |
| Nils Ahlquist            | borgare             | Björneborgs stad     |                                                                         |
| Johan Walstenius         | borgmästare         | Raumo stad           |                                                                         |
| Olof Hellbom             | borgmästare         | Torneå stad          | Representerade även Luleå stad.                                         |
| Mathias Insulander       | rådman              | Kristinehamns stad   |                                                                         |
| Oluf Genberg             | borgmästare         | Sundsvalls stad      |                                                                         |
| Magnus Blix              | borgmästare         | Söderhamns stad      |                                                                         |
| Jacob Andersson Rök      | borgmästare         | Borgå stad           |                                                                         |
| Jacob Bockmöller         | rådman              | Nya Karleby stad     |                                                                         |
| Andreas Mathesius        | borgmästare         | Gamla Karleby stad   |                                                                         |
| Anders Gertsson          | borgmästare         | Umeå stad            |                                                                         |
| Oluf Hellebom            | borgmästare         | Piteå stad           |                                                                         |
| Henrich Nothenborg       | borgmästare         | Nystads stad         |                                                                         |
| Georg Persson Elg        | rådman              | Filipstads stad      |                                                                         |
| Bengt Björnsson          | handelsman          | Alingsås stad        |                                                                         |
| Nils Jonsson Brun        | stadsnotarie        | Vimmerby stad        |                                                                         |
| Johan Grönwall           | borgmästare         | Kungshälla stad      |                                                                         |
| Peder Andersson          | borgare             | Falkenbergs stad     | Representerade även Laholms stad                                        |
| Ulrich von Brehmen       | borgmästare         | Åmåls stad           |                                                                         |
| Samuel Persson           | rådman              | Säters stad          |                                                                         |
| Jonas Hansson            | borgmästare         | Kristinehamns stad   |                                                                         |
| Johan Werner             | justitieborgmästare | Gränna stad          |                                                                         |
| Anthonius Ammerbusk      | borgmästare         | Nådendals stad       |                                                                         |
| Christer Henriksson Holm | handelsman          | Jakobstads stad      |                                                                         |
| Johan Beckman            | borgmästare         | Vaxholms stad        |                                                                         |
| Michel Påhlsson Kauli    | borgmästare         | Villmansstrands stad |                                                                         |
| Peder Andersson          | borgare             | Falkenbergs stad     |                                                                         |
| Christer Silcka          | borgare             | Tavastehus stad      |                                                                         |
| Henrik Corte             | borgmästare         | Brahestads stad      |                                                                         |
| Thure Hansson            | postmästare         | Strömstads stad      |                                                                         |